# Kanton Rennes-Centre-Ouest
Der Kanton Rennes-Centre-Ouest war von 1973 bis 2015 ein französischer Wahlkreis im Arrondissement Rennes, im Département Ille-et-Vilaine und in der Region Bretagne. Er umfasste den Westteil des historischen Zentrums und die Wohnviertel im Westen der Stadt Rennes. 

## Geschichte
Der Kanton entstand durch eine Reorganisation der Wahlkreise im Raum Rennes im Jahr 1973 und trug bis 1985 den Namen Rennes-II. 2015 wurde der Kanton aufgelöst.  

## Politik
Der Kanton hatte bis zu seiner Auflösung folgende Abgeordnete im Rat des Départements:  
| Vertreter im conseil général des Départements | Vertreter im conseil général des Départements | Vertreter im conseil général des Départements |
| Amtszeit                                      | Name                                          | Partei                                        |
| --------------------------------------------- | --------------------------------------------- | --------------------------------------------- |
| 1973?-1985                                    | Braud                                         | CDS                                           |
| 1985-1998                                     | Yves Fréville                                 | UDF                                           |
| 2004-2015                                     | Marcel Rogemont                               | PS                                            |